# پوتسایو
پوتسایو (به ایتالیایی: Pozzallo) یک کومونه در ایتالیا است که در استان راگوسا واقع شده‌است.

## خصوصیات
پوتسایو ۱۴٫۹۴ کیلومترمربع مساحت و ۱۸٬۷۳۰ نفر جمعیت دارد و ۲۰ متر بالاتر از سطح دریا واقع شده‌است.